# Bres (tijdschrift)

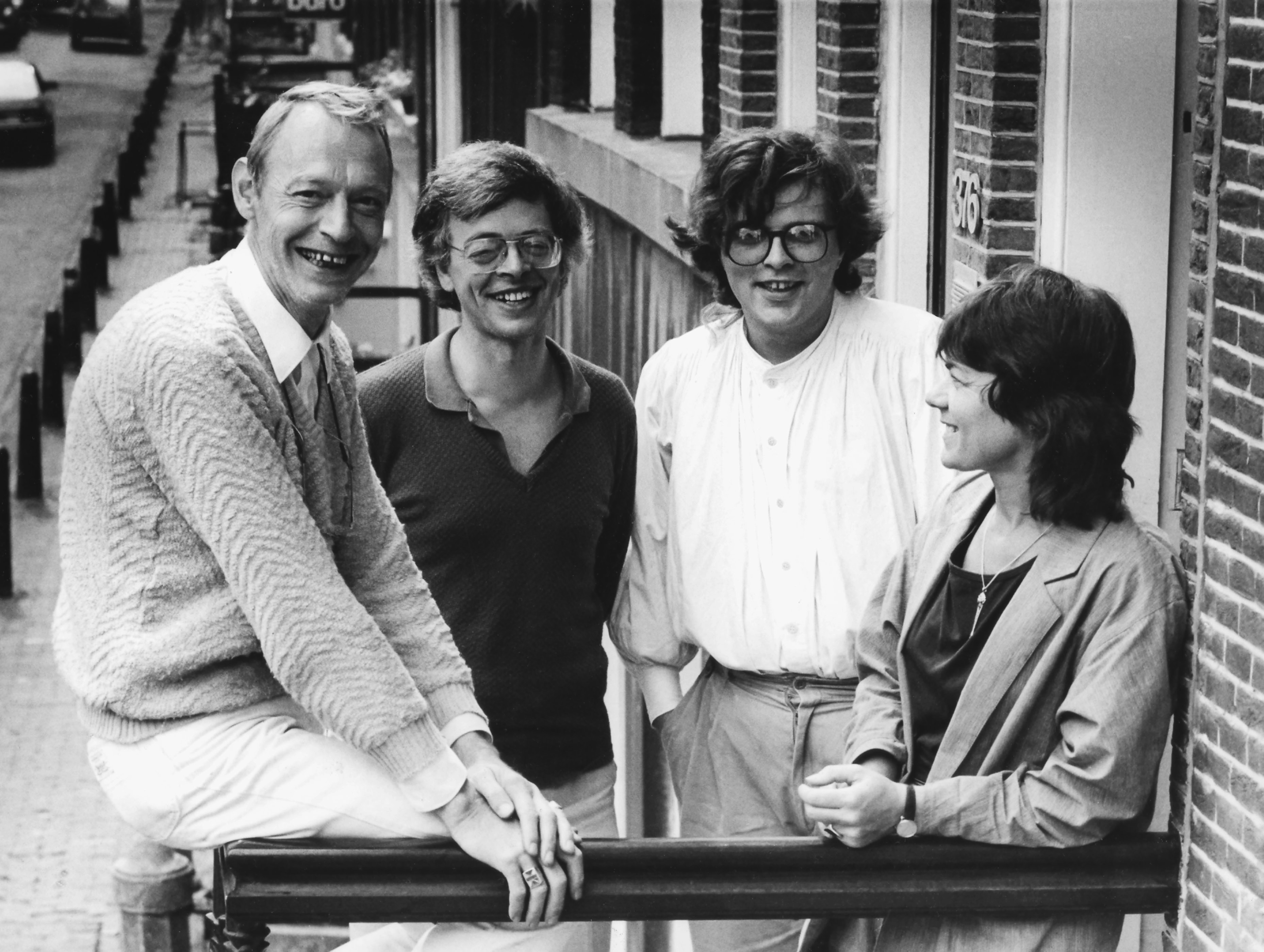
Hoofdredactie Bres tussen 1981 en 1984. V.l.n.r.: Simon Vinkenoog, Martin Boot, Tom Ordelman en redactiesecretaresse Faminda Breeuwsma

Bres is een Nederlands alternatief tijdschrift in boekformaat dat om de twee maanden verschijnt.

## Oprichting en beginjaren
Bres is in 1966 voor eigen rekening opgericht door Ted Klautz, oud-directeur van Elsevier, naar het voorbeeld van het Franse tijdschrift Planète. Planète kende in die tijd een aantal zustertijdschriften die redactioneel met elkaar verbonden waren en artikels van elkaar overnamen. Voorbeelden hiervan zijn Planeta, Pianeta, Horizonte en Bres. Planète was begin jaren 60 bedacht door de van oorsprong Belgische schrijver/journalist Louis Pauwels en de kleurrijke Pools-Franse, maar niettemin in het Oekraïense Odessa geboren chemisch ingenieur, alchemist, spion, pseudo-wetenschapper, schrijver en journalist Jacques Bergier, de auteurs van Dageraad der Magiërs (Le Matin des Magiciens, 1960), dat alom gezien werd als het grondleggend manifest van de fantastisch realistische beweging. Ze zagen Planète dan ook als een permanent vervolg op de Dageraad der Magiërs. Ted Klautz heeft zijn bewondering voor Pauwels en Bergier nooit onder stoelen of banken gestoken. En terwijl Planète, dat voor het eerst verscheen in oktober 1961, in mei 1968 alweer ter ziele ging (hoewel het nog wel diverse korter en langer verschijnende opvolgers kende), kreeg Klautz met zijn Nederlandse Bres toen eigenlijk pas goed de smaak te pakken. Hij zou het blad persoonlijk blijven runnen tot 1981, waarna hij de hoofdredactionele taken overdroeg aan het driemanschap Simon Vinkenoog, Tom Ordelman en Martin Boot, terwijl Elsevier de nieuwe eigenaar/uitgever werd.

## Jaren tachtig tot heden
Enige jaren daarna, in 1984, toen Elsevier het blad weer wilde afstoten, meldde zich van binnen de eigen onderneming Dries Langeveld, die niet alleen de nieuwe eigenaar zou worden, maar die ook zelf de hoofdredactie ging voeren en dat uiteindelijk zou blijven doen tot aan zijn dood in 2005. Na het overlijden van Langeveld wisselde het blad niet alleen opnieuw van uitgever, maar ditmaal ook van stad en kwam de tot dan toe Amsterdamse uitgave in handen van de Haagse uitgever Reinoud Douwes. De nieuwe hoofdredacteur werd Coen Simon die in 2007 werd opgevolgd door John van Schaik. Hij voegde een nieuwe ondertitel toe aan het tijdschrift: tijdschrift voor religie, wetenschap en gnosis met een wat groter formaat dan de voorgaande BRES. Eind 2012 is het tijdschrift overgegaan naar VBK-Media / AnkhHermes en begin 2013 is John van Schaik opgevolgd door Emy ten Seldam, die de ondertitel van BRES wijzigde in bewustzijn in beweging.

## Medewerkers
Bekende medewerkers van Bres door de jaren heen waren onder meer Simon Vinkenoog (van 1968 tot 2004), Hubert Lampo, Colin Wilson, Jac Vroemen, Rufus C. Camphausen, Karen Hamaker, Robert Hartzema, Rudi Klijnstra, Ludo Noens, John Anthony West, Prof. Gilles Quispel, Jan Gerhard Toonder, Christian Vandekerkhove (van 1976 tot 1986), Alexandra Gabrielli, Noud van den Eerenbeemt en Diana Ozon.